# Karl Freund
Karl Freund (Dvůr Králové nad Labem, 16 de janeiro de 1890 — 3 de maio de 1969) é um diretor de fotografia estadunidense. Venceu o Oscar de melhor fotografia na edição de 1938 por The Good Earth.